# Сабакунисхеви
Сабакунисхеви, Сабакунис-Хеви — река в России, протекает в Цунтинском районе республики Дагестан. Длина реки составляет 23 км. Площадь водосборного бассейна — 146 км².
Начинается на склоне горы Кацидрис-Цвери, течёт в восточном направлении по долине, поросшей сосново-берёзовым лесом вдоль хребтов Кабда и Хуфри. На левом берегу реки стоят сёла Хутрах и Цицимах, в устье — село Китлярта. Устье реки находится в 30 км по левому берегу реки Метлуда.
Основные притоки — река Кабда, Садуцис-Хеви (оба — левые).

## Данные водного реестра
По данным государственного водного реестра России относится к Западно-Каспийскому бассейновому округу, водохозяйственный участок реки — Сулак от истока до Чиркейского гидроузла. Речной бассейн реки — Терек.
Код объекта в государственном водном реестре — 07030000112109300000391.